# عرشه بدل

عرشه بدل در فضاپیمای انترپرایز دی در سریال تخیلی پیشتازان فضا. خروجی از عرشه و درب قوسی آن در تصویر دیده می‌شوند.

عَرشه‌ی بَدَل (به انگلیسی: holodeck) کوتاه‌شدهٔ عرشه‌ی بدل‌نمایی (به انگلیسی: Hologram Deck) نام اتاق‌های ویژه‌ای است در ستاره‌پیماها و اخترپایگاهها در مجموعه داستان‌های تخیلی پیشتازان فضا.
عرشه بدل شکل پیشرفته‌ای است از واقعیت مجازی.
این عرشه فضای بسته‌ای است که در آن انسان‌ها، اجسام و فضاها شبیه‌سازی می‌شوند. این شبیه‌سازی به وسیلهٔ ترکیبی از تمام‌نگاره‌ها، پرتوهای کششی ضعیف و میدان‌های نیرو ایجاد می‌شود.
در این عرشه، صداها و بوها نیز شبیه‌سازی می‌شوند.
واقع‌نمایی بدل‌نمایی‌ها در این عرشه به گونه‌ای است که بازشناسی آن از جهان واقعیت ممکن نیست.
در عرشه‌های بدل معمولاً برنامه‌های ثابتی برای گزینش و اجرا وجود دارند که بیشتر بر پایهٔ داستان‌های کلاسیک تهیه شده‌اند.
فضایی که برنامه بدل‌نمایی در عرشه ایجاد می‌کند می‌تواند بسیار بزرگ‌تر از فضای واقعی اتاق حس شود. این اثر توسط میدان‌های نیرو ایجاد می‌شود. این میدان‌ها باعث می‌شوند فرد حس کند که در حال پیشروی به هنگام راه رفتن است در حالی‌که در جای ثابتی گام برمی‌دارد (مانند دستگاه دویدن درجا).
نخستین باری که عرشهٔ بدل در این سریال دیده شد در پخش آزمایشی قسمتی از پیشتازان فضا، نسل بعد (۱۹۸۷-۱۹۹۴) به نام «رویارویی در دوردست» بود.
البته ایدهٔ آن پیشتر در قسمتی به نام پیشتازان فضا: سری پویانما، شوخی دستی که در دههٔ ۱۹۷۰ پخش شد شکل گرفته‌بود. در آن قسمت یک اتاق تفریحات دیده‌میشد که در آن شبیه‌سازی‌های تمام‌نگارانه به‌کار رفته‌بود. نخستین‌باری که درباره مفهوم عرشهٔ بدل صحبت شد در قسمتی از پیشتازان فضا: انترپرایر به نام نابیوسیده بود.
از آن‌جا که برخورداری از یک عرشه بدل‌نمایی می‌تواند سودمندی‌های زیادی برای تمرینات نظامی داشته‌باشد هم‌اینک پژوهش‌هایی برای ساخت واقعی یک‌چنین تأسیساتی در جریان است.

## روش کار
در این سریال تلویزیونی، عرشه بدل را به عنوان اتاق بسته‌ای نشان داده‌اند که اجسام و افراد در آن پدیدار می‌شوند. این پدیداری به وسیله ترکیبی از مادهٔ ساخته‌شده توسط دستگاه واساز، پرتوهای کششی، و میدان‌های خمیدهٔ نیرو که تصاویر بدل‌نمایی به آن‌ها تابانده می‌شود ایجاد می‌شود.صداها و بوها توسط بلندگوها و افشانهها تولید می‌شوند.